# Cykas-ordenen
Cykas-ordenen (Cycadales) består af 2 familier. Rødder og stængler har væv, som kan trække sig sammen. Ordenens arter er særbo, og de har symbiose med Nostoc eller Anabaena i specielle rødder. De sporebærende blade frigiver sporer med talrige flageller. Frøene er nøddelignende.
| Familierer |

- Cykas-familien (Cycadaceae)
- Zamiaceae